# 빈펄 콘도텔 푸 리
빈펄 콘도텔 푸 리(영어: Vnpearl Condotel Phu Ly)은 베트남 푸리에 위치한 콘도텔이다.

## 기타편의시설
빈펄 콘도텔 푸 리에는 6층의 야외 수영장과 5층의 빈참 스파, 4층의 피트니스 센터가 있다,

## 같이 보기
- 빈펄 콘도텔 비치프런트 냐짱
- 빈펄 콘도텔 리버프런트 다낭
- 빈펄 콘도텔 엠파이어 냐짱